# Orphulella punctata
Orphulella punctata är en insektsart som först beskrevs av De Geer 1773.  Orphulella punctata ingår i släktet Orphulella och familjen gräshoppor. Inga underarter finns listade i Catalogue of Life.